# Honey (álbum de Robyn)
Honey es el octavo álbum de estudio de la cantautora sueca Robyn, tras Body Talk (2010); fue lanzado el 26 de octubre de 2018 a través de Konichiwa, Island e Interscope Records.  Fue precedido por los dos primeros sencillos del álbum, "Missing U", publicado el 1 de agosto de 2018 y  "Honey" publicado el 26 de septiembre; cuya versión apareció originalmente en la última temporada de la serie de HBO Girls en 2017.
El álbum incluye colaboraciones con Joseph Mount de Metronomy, Klas Åhlund, Adam Bainbridge, Mr. Tophat y Zhala. Se le ha llamado una "desviación significativa del electropop|electro-pop, pegadizo y brillante" de la serie de álbumes Body Talk que, en contraste, "se adentró aún más en la intensidad emocional que ha definido su música, con arreglos más sobrios y una atmósfera inusualmente melancólica".

## Antecedentes
Conmocionada por una ruptura con su colaborador de mucho tiempo Max Vitali a principios de 2014, Robyn cayó en una depresión que se profundizó severamente tras la muerte de su amigo cercano Christian Falk y el cáncer de páncreas ese verano, por lo que finalmente canceló sus shows restantes con su grupo La Bagatelle Magique. Tras un régimen intensivo de psicoanálisis de tres a cuatro sesiones semanales durante seis años, que también le permitió desentrañar todo: desde un aborto a los 19 años, el divorcio de sus padres, la pérdida de una infancia y el agotamiento en su búsqueda del estrellato pop en una industria depredadora, hasta la cancelación de su compromiso con Olof Inger, Robyn recuperó su chispa musical tras escuchar por primera vez el tema "XTC" de DJ Koze en un club de Los Ángeles, describiéndolo como algo que le "cambió la vida". En busca de más inspiración, recorrió discotecas por todo el mundo, donde muchas de sus ideas surgieron, en particular durante su estancia en el Hotel Pikes de Ibiza.
Robyn ha declarado que el álbum, grabado parcialmente en estudios de Estocolmo, Londres, París, Nueva York e Ibiza, incluye "mucho más trabajo de producción por mi parte". También dijo que el álbum representa "ese lugar dulce, como un éxtasis muy suave. [...] Bailé mucho mientras lo hacía. Encontré una sensualidad y una suavidad que no creo haber podido usar de la misma manera antes. Todo simplemente se volvió más suave". Robyn inicialmente comenzó a trabajar en el disco sola, lo que, según ella, le permitió ser más sensual.
Robyn anunció que estaba trabajando en un nuevo álbum en febrero de 2018 y adelantó nueva música a lo largo del año; incluso apareció en uno de los eventos de baile con temática de Robyn que se celebraban regularmente en el Brooklyn Bowl, donde interpretó "Honey (canción de Robyn)" completa por primera vez.

## Recepción

### Respuesta crítica
«Honey» recibió una gran aclamación de la crítica musical. En el agregador de reseñas Metacritic, Honey recibió una puntuación de 89 sobre 100 basada en 22 reseñas de críticos, lo que indica "aclamación universal". Stacey Anderson de Pitchfork calificó el álbum con 8,5 sobre 10, otorgándole la distinción de "Mejor música nueva", y lo llamó un "disco fascinante" que "lleva el brillo de haber sido creado en términos puramente individuales, en una línea de tiempo singular". Anderson afirmó que "Honey" "construye un puente entre su predecesor, el biónico "Body Talk", y lo lleva a un espacio de nueva convicción y calidez, con Robyn presentando ideas musicales "de una manera que hace que sus resoluciones se sientan a la vez instintivas y profundas; las melodías y las emociones se resuelven de forma simultánea, lenta e imperfecta, sin conclusiones editoriales". En su reseña para AllMusic, Heather Phares le otorgó al álbum 4,5 estrellas de 5, afirmando que "Robyn continúa marcando tendencias en lugar de seguirlas, y con "Honey", llega a los cuarenta con algunas de sus piezas más emocionalmente satisfactorias y musicalmente innovadoras".

### Ventas
En Estados Unidos, el álbum debutó en el puesto número 40 de la lista Billboard 200 y en el número 1 de la lista Top Dance/Electronic Albums, obteniendo 15 000 unidades de álbum equivalentes, según Nielsen Music, de las cuales 11 000 provenían de ventas de álbumes tradicionales.

## Personal
Creditos adaptados de la nota del álbum, Honey.
| Musicos - Robyn – voz principal (todas las canciones); sintetizadores (canción 1); arreglos (todas las canciones) - Joseph Mount – programador (canción 1); bajo (canciones 1, 3, 8); coros (canción 3); additional sintetizadores (track 8); guitarra eléctrica (canción 9); arreglos vocales (canciones 1–4, 6, 8, 9) - Klas Åhlund – programador (canción 1); programador (canción 7) - Zhala – coros (canción 2) - Mr. Tophat – programador de batería, arreglos (canción 4); arreglo vocal (canciones 4, 8) - Adam Bainbridge – coros (canción 5) - Mathis Picard – teclados (canción 5) - Sampha Sisay – sintetizadores (canción 5) - Ulf Engström – bajo (canción 9) Diseño - David Lane – dirección creativa - Heji Shin – fotografía - Sophie Durham – diseñadora gráfica - Laura Jouan – diseñadora tipográfica - David Jenewein – asistente de fotografía - Andreas Klassen – asistente de fotografía - Joshua Yates – asistente - Molly Owen – asistente | Técnicos - Joseph Mount – producción (canciones 1–4, 6, 9) - Klas Åhlund – producción (canciones 1, 3, 6, 7) - Robyn – producción (canciones 1, 6, 7) - Mr. Tophat – producción (canciones 4, 8) - Adam Bainbridge – producción (canción 5) - David Jones – asistente (canciones 2, 4, 9) - Ludvig Larsson – asistente (canciones 5, 8) - Neal H Pogue – mezclas (canciones 2–5, 7–9) - Serban Ghenea – mezclas (canción 1) - John Hanes – ingeniero de sonido (canción 1) - Zdar – mezclas (canción 6) - Antoine Poyeton – asistente (canción 6) - Louis Gallet – asistente (canción 6) - Mike Bozzi – masterización (canciones 2–5, 7–9) - Randy Merrill – masterización (canción 1) - Mike Marsh – masterización (canción 6) |

## Lista de canciones
| Edición estandar |                                 |                                    |                    |          |  |
| N.º              | Título                          | Escritor(es)                       | Productor(es)      | Duración |  |
| 1.               | «Missing U»                     | Robyn Joseph Mount Klas Åhlund     | Robyn Åhlund Mount | 4:57     |  |
| 2.               | «Human Being» (featuring Zhala) | Robyn Mount                        | Mount              | 3:46     |  |
| 3.               | «Because It's in the Music»     | Robyn Åhlund Mount                 | Mount Åhlund       | 4:34     |  |
| 4.               | «Baby Forgive Me»               | Robyn Rudolf Nordström             | Mount Mr. Tophat   | 4:16     |  |
| 5.               | «Send to Robin Immediately»     | Robyn Adam Bainbridge Marvin Burns | Bainbridge         | 3:59     |  |
| 6.               | «Honey»                         | Robyn Åhlund Markus Jägerstedt     | Robyn Åhlund Mount | 4:53     |  |
| 7.               | «Between the Lines»             | Robyn Åhlund                       | Robyn Åhlund       | 4:05     |  |
| 8.               | «Beach 2k20»                    | Robyn Nordström Mount Åhlund       | Mr. Tophat         | 5:29     |  |
| 9.               | «Ever Again»                    | Robyn Mount                        | Mount              | 4:24     |  |
| 40:23            |                                 |                                    |                    |          |  |

## Posicionamiento en listas
| Lista (2018)                             | Mejor posición |
| ---------------------------------------- | -------------- |
| Alemania (Offizielle Top 100)            | 65             |
| Australia (ARIA)                         | 20             |
| Austria (Ö3 Austria)                     | 49             |
| Bélgica (Ultratop Flandes)               | 10             |
| Bélgica (Ultratop Valonia)               | 98             |
| Canadá (Billboard Canadian Albums)       | 33             |
| Dinamarca (Hitlisten)                    | 20             |
| Escocia (Scottish Albums Chart)          | 16             |
| España (Promusicae)                      | 48             |
| Estados Unidos (Billboard 200)           | 40             |
| Estados Unidos (Dance/Electronic Albums) | 1              |
| Estonia (IFPI)                           | 26             |
| Francia (SNEP)                           | 19             |
| Irlanda (IRMA)                           | 38             |
| Noruega (VG‑lista)                       | 2              |
| Países Bajos (Album Top 100)             | 55             |
| Reino Unido (UK Albums Chart)            | 21             |
| Suecia (Sverigetopplistan)               | 1              |
| Suiza (Schweizer Hitparade)              | 46             |